# Glassverket IF
Le Glassverket Idrettsforening ou Glassverket IF est un club norvégien de handball féminin basé dans le quartier d'Åskollen à Drammen.
Il a notamment remporté la coupe de Norvège féminine de handball en 1981.

## Palmarès
compétitions nationales
- Coupe de Norvège
  - vainqueur (1) : 1981
  - finaliste (1) : 2016
- Championnat de Norvège
  - deuxième (2) : 2015, 2016

## Joueuses célèbres
- Alma Hasanic
- Veronica Kristiansen
- Turid Smedsgård
- Heidi Tjugum